# Maurice Edmond Müller
Maurice Edmond Müller (28 de març de 1918 – 10 de maig de 2009) va ser un cirurgià ortopèdic suís implicat en el desenvolupament de tècniques de fixació interna en el tractament de les fractures òssies i en el desenvolupament de les pròtesis de maluc. Per la seva feina en aquestes àrees ha estat guardonat amb diversos premis. El 24 d'agost de 2002, la Societat Internacional de Cirurgia Ortopèdica i Traumatologia (SICOT) el va nomenar "Cirurgià Ortopèdic del Segle" en un congrés de San Diego.
També va fundar, conjuntament amb Martha Muller i els hereus de Paul Klee, el Zentrum Paul Klee a Berna, Suïssa.

## Biografia
Müller va néixer a Biel, Suïssa, on també va anar a l'escola. Va estudiar medicina a les universitats de Neuchâtel, Berna, i Lausana i va ser doctorat per la Universitat de Zúric l'any 1946. El 1944, va rebre la visita d'un pacient amb fractura d'os tractada pel cirurgià alemany Gerhard Küntscher, qui l'havia fixat utilitzant un clau implantat. Aquesta i una altra visita d'un pacient que tenia un implant de maluc fet a París va determinar que Müller s'especialitzés en aquesta àrea.

## Carrera
Després d'haver-hi treballat a Jimma, a Etiòpia, a Liestal, a Friburg i a Zúric, el 1960 dirigeix el departament d'ortopèdia i traumatologia de St. Gallen. De 1963 a 1980 va ser professor de cirurgia ortopèdica a la Universitat de Berna i Director d'Ortopèdia i Traumatologia a l'Inselspital de Berna.
El 1958, va cofundar l'AO Foundation (Arbeitsgemeinschaft für Osteosynthesefragen, anomenada més endavant pels països anglosaxons Association for the Study of Internal Fixation. Inspirat pel treball del cirurgià belga Robert Danis, va dedicar dos anys al desenvolupament d'implants i noves eines de fixació.
El 1967, va fundar una altra empresa, Protek AG, per distribuir les seves pròtesis de maluc. El 1968 va crear la Fondation Maurice E. Müller (FMEM) per a la formació contínua. El 1990, la companyia va ser venuda a Sulzer Medica (que des de llavors s'ha convertit en una spin-off independent de la companyia matriu Sulzer i que més tard es va convertir en part de Zimmer, Inc. sota el nom de Centerpulse).
Maurice Müller va ser un mecenes important de les arts. Va fundar el Zentrum Paul Klee a Berna,i el museu infantil Creaviva a Berna.